# Ryder Cup 1969
Navigation
1967 1971
La 18e édition de la Ryder Cup a eu lieu au Royal Birkdale, à Southport dans le Merseyside.
Les deux équipes terminent à égalité sur le score de 16 partout.

## Composition des équipes
|  |

## Compétition

### foursomes
matinée 
N C Coles & B G C Huggett - M Barber & R Floyd :  3 et 2
B Gallacher & M Bembridge - L Trevino & K Still :  2 et 1
A Jacklin & P Townsend - D Hill & T Aaron :  3 et 1
C O'Connor & P Alliss - W Casper & F Beard : égalité
 après-midi 
N C Coles & B G C Huggett - D Hill & T Aaron :  1 up
B Gallacher & M Bembridge - L Trevino & G Littler :  1 up
A Jacklin & P Townsend - W Casper & F Beard : 1 up
P J Butler & B J Hunt - J Nicklaus & D Sikes :  1 up

### 4 balles meilleure balle
matinée 
C O'Connor & P Townsend - D Hill & D Douglass :  1 up
B G C Huggett & G A Caygill - R Floyd & M Barber : égalité
B Barnes & P Alliss - L Trevino & G Littler :  1 up
A Jacklin & N C Coles - J Nicklaus & D Sikes :  1 up
 après-midi 
P J Butler & P Townsend - W Casper & F Beard :  (2 holes)
B G C Huggett & B Gallacher - D Hill & K Still :  2 et 1
M Bembridge & B J Hunt halved with T Aaron & R Floyd : égalité
A Jacklin & N C Coles halved with L Trevino & M Barber : égalité

### Simples
matinée 
P Alliss - L Trevino :  2 et 1
P Townsend - D Hill :  5 et 4
N C Coles - T Aaron :  1 up
B Barnes - W Casper :  1 up
C O'Connor - F Beard:   5 et 4
M Bembridge - K Still :  1 up
P J Butler - R Floyd :  1 up
A Jacklin - J Nicklaus :  4 et 3
 après-midi 
B Barnes - D Hill :  4 et 2
B Gallacher - L Trevino :  4 et 3
M Bembridge - M Barber :  7 et 6
P J Butler - D Douglass :  3 et 2
N C Coles - D Sikes :  4 et 3
C O'Connor - G Littler :  2 et 1
B G C Huggett - W Casper : égalité
A Jacklin - J Nicklaus  : égalité